# ユニバーサルシティ駅 (カリフォルニア州)
ユニバーサルシティ/スタジオシティ駅（英: Universal City/Studio City Station）は、アメリカ合衆国カリフォルニア州ノースハリウッドにあるロサンゼルス郡都市圏交通局B線の駅。

## 駅構造
島式ホーム1面2線。駐車場、駐輪場が設置されている。

## 駅周辺
- ユニバーサル・スタジオ・ハリウッド

## 歴史
- 2000年6月24日 - 開業

## 隣の駅
ロサンゼルス郡都市圏交通局
■B線
ノースハリウッド駅 - ユニバーサルシティ/スタジオシティ駅 - ハリウッド/ハイランド駅